# Museo archeologico del Casentino Piero Albertoni
Il Museo Archeologico del Casentino "Piero Albertoni" che si trova a Bibbiena, in Toscana, è un museo istituito nel 2013 nei locali di Palazzo Niccolini, nel centro storico della cittadina. Esso ospita al suo interno, suddivisa in cinque sale (più una sesta dedicata alle mostre temporanee), una collezione di oggetti di importanza archeologica che vanno dalla Preistoria al primo Medioevo, rinvenuti nell’area del Casentino ad opera del Gruppo Archeologico Casentinese durante quasi 50 anni di scavi e ricerche.
Il museo è intitolato a uno dei membri fondatori del Gruppo Archeologico del Casentino.

## Le collezioni
La Sala 1 è dedicata alla Preistoria. Nelle vetrine sono esposti i resti fossili della fauna villafranchiana (risalenti a circa 700.000 anni fa), composta da porzioni scheletriche di Elephas meridionalis e Hippopotamus antiquus, oltre a una serie di calchi di crani umani a diversi stadi di evoluzione fisica ritrovati in zona.
Nelle vetrine successive sono esposti dei reperti litici che vanno dal Paleolitico inferiore al medio, dal Paleolitico superiore alle età dei metalli. 
Nella Sala 2 sono esposti i reperti provenienti dagli insediamenti di crinale o di fondovalle, che testimoniano la prima frequentazione etrusca del Casentino: Pratello, Serelli e Masseto. 
La Sala 3 è dedicata alla religiosità etrusca e in particolare al santuario di Socana, con la ricostruzione dell'elevato e delle decorazioni coroplastiche. Sempre nell'ambito religioso, la Sala 4 presenta i reperti provenienti dalla grande stipe votiva etrusca del Lago degli Idoli sul monte Falterona, reperti, tra i quali si possono annoverare centinaia di statuine in bronzo, recuperati tra il 1972 e il 2003-2007.
Nella Sala 5 sono esposte le testimonianze dell'età romana, tra cui reperti legati alla produzione degli alimenti e i materiali destinati al loro consumo, con una parziale ricostruzione di parte dell'impianto termale di Domo e di una fattoria romana con i servizi a essa connessi. Sono poi presenti dei reperti provenienti da siti riferibili alla fine dell'età romana, con testimonianze dell'arrivo delle popolazioni barbariche. Inoltre nella sala 5 trovano spazio anche le testimonianze del mondo funerario antico attraverso l'esposizione delle varie tipologie di sepoltura rinvenute in Casentino: dalle sepolture alla cappuccina a quelle a inumazione, dalle sepolture a cassone a quelle a incinerazione. L'ultima sala, la 6, è infine dedicata a esposizioni di carattere temporaneo.

## Palazzo Niccolini
Palazzo Niccolini, che è anche la sede del Municipio di Bibbiena, è stato edificato in stile barocco nella prima metà del XVII° secolo, probabilmente nel 1645 subito al di fuori della cinta muraria del borgo medievale, di cui si possono vedere imponenti resti lungo via Berni.
Il museo, che include l'ufficio turistico locale e un punto informativo dedicato alla Via Romea Germanica, è situato nella parte posteriore del Palazzo ed è accessibile per mezzo di una galleria che attraversa l'edificio oltre che essere collegato agli ampi parcheggi sottostanti da una serie di scale mobili.